# Matka ochranářka
Matka ochranářka (v originále Helicopter Mom) je americký hraný film z roku 2014, který režírovala Salomé Breziner. Film popisuje vztah matky ke svému dospívajímu synovi. Snímek byl v ČR uveden v roce 2015 na filmovém festivalu Febiofest.

## Děj
Lloyd má před maturitou a bydlí pouze se svou matkou Maggie. Vycházejí spolu dobře, ačkoliv matka se vůči synovi chová velmi ochranářsky. Nedovolí dokonce ani jeho otci, aby se podílel na výchově. Lloyd by rád studoval na vysoké škole v New Yorku, ovšem školné je velmi vysoké. Maggie jednoho dne zjistí, že existují různá podpůrná stipendia pro společenské menšiny. Kdyby byl Lloyd gay, měl by velkou šanci uspět. Sám Lloyd si není úplně jistý, jestli se mu líbí spíše holky nebo kluci, ovšem zásahy jeho matky, která ho před celou školou vyoutuje a domlouvá mu rande s kluky, se mu vůbec nelíbí.

## Obsazení
| Jason Dolley     | Lloyd              |
| Nia Vardalos     | Maggie, jeho matka |
| Mark Boone       | Max                |
| Skyler Samuels   | Carrie             |
| Devon Werkheiser | Fitch              |
| Kate Flannery    | Norma              |
| Scott Shilstone  | Brad               |
| Gillian Vigman   | Barbara            |
| Kurt Collins     | Dan                |
| Mike Hagerty     | ředitel školy      |
| David Lewis      | Parker             |